# قهوه‌ای‌بالان پیرونیا
قهوه‌ای‌بالان پیرونیا (نام علمی: Pyronia) نام یک سرده از تبار قهوه‌ای‌بالان ساتیرینی است.